# Калниеши
Ка́лниеши (латыш. Kalnieši) — населённый пункт в Краславском крае Латвии. Административный центр Калниешской волости. Находится у автодороги A6. Расстояние до города Краслава составляет около 18 км. По данным на 2015 год, в населённом пункте проживало 213 человек. Есть волостная администрация, начальная школа, общественный центр, библиотека, фельдшерский и акушерский пункт, почтовое отделение, магазин.

## История
В советское время населённый пункт был центром Калниешского сельсовета Краславского района. В селе располагалась центральная усадьба колхоза «Даугава».